# Richard Krofta
Richard Krofta (27. dubna 1873 Plzeň – 1. ledna 1958 Smědčice) byl český právník, ředitel Městské spořitelny, předseda správní rady Měšťanského pivovaru v Plzni, předseda Svazu československých pojišťoven.

## Život

### Mládí, studia, manželství a děti
JUDr. Richard Krofta se narodil v rodině plzeňského advokáta, staročeského politika a budoucího purkmistra města Plzně Josefa Victorina Krofty a jeho ženy Marie Terezie, rozené Svátkové (29. března 1852 – 10. října 1932). Jeho sourozenci: Josef Krofta (1871 – 1871), František Krofta (1871 – 1871), Marie Hegnerová – rozená Kroftová (1874 – 1933), Kamil Krofta (1876–1945), Otakar Eugen Jaromír Krofta (1878 – 1943), Josefa Schmiedová – rozená Kroftová (1881 – 1958), Marta Charvátová – rozená Kroftová (1881 – 1970), Libuše Kroftová (1884 – 1888) a Anna Schüllerová – rozená Kroftová (1888 – 1915). Studia na Právnické fakultě Univerzity Karlovy  v Praze ukončil úspěšně v roce 1896. S manželkou Olgou Kroftovou (rozenou Stretti, 8. června 1880 Plasy – 25. ledna 1928 Praha) měl dceru Olgu Kroftovou, později provdanou Šebelíkovou a dceru Zdeňku Kroftovou (1900–1988), později provdanou Poncovou.
V Plzni bydlel v Purkyňově ulici čp. 1972/20. Volné chvíle trávil na Rokycansku v obci Smědčice ve vilové oblasti Richardov, kde je tento unikátní soubor rodinných vil dosud v majetku širší rodiny Kroftovi.

### Práce v advokacii, bankovnictví a spořitelnách
Začínal v advokátní kanceláři JUDr. Matouše Mandla, budoucího purkmistra města Plzně.
Působil ve významných funkcích finančního sektoru první republiky. Byl předsedou Svazu československých spořitelen, ředitelem Městské spořitelny v Plzni a vůdčí osobností v Plzeňské bance, kterou spoluzakládal.

### V Měšťanském pivovaru
Od roku 1909 byl členem a později v letech 1922–1933 předsedou správní rady Měšťanského pivovaru v Plzni (dnes Plzeňský Prazdroj). V této době byl  považován za nejvlivnější osobu plzeňských pivovarů. Takzvané „Kroftovy domy“, nájemné domy pro zaměstnance pivovaru, dle projektu Ing. architektů Bohumila Chvojky a Karla Mastného, postavené v letech 1930–1932, byly pojmenovány na jeho počest. Od roku 1931 je zde umístěna ve vestibulu u vrátnice bronzová pamětní deska, která připomíná okolnosti vzniku této stavby.

### Vlastenecké a společenské aktivity
Podílel se též s velkým nasazením na činnosti Národní jednoty pošumavské a mnoha dalších významných vlasteneckých, společenských a kulturních spolků.